# Ribiszkebor

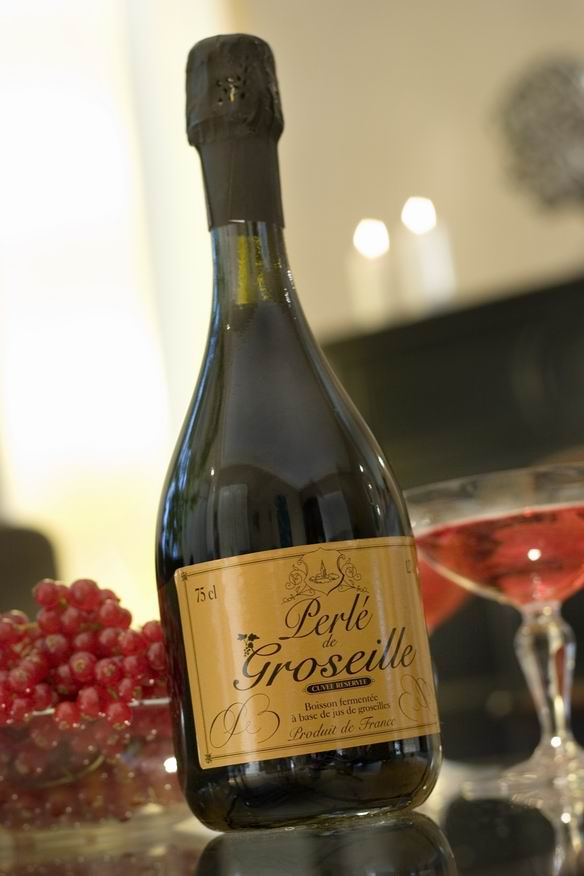
Francia ribizlibor

A ribiszkebor a nevét adó bogyós gyümölcsből készült alkoholos ital.

## Készítése
Ribiszkebor a piros ribiszke (Ribes rubrum) bármely fajtájából készíthető. Mivel a gyümölcsnek nagy a pektintartalma, ezért az összezúzás után pihentetni kell, és csak ezután kezdődhet a sajtolás. A szárakat nem muszáj eltávolítani, ugyanis csersavtartalmuk később 
felhígul. A csersav miatt a bor könnyen tisztuló, szép fényű, tükröző lesz. Meggybor készítése során, a meggy minőségének javítása érdekében egyes receptek ribiszke hozzáadását javasolják.
Nagyjából 1,43 kilogramm gyümölcsből lesz egyliternyi lé. A ribiszkebor hosszabb ideig tárolható, igazán különleges három év állás után lesz. A ribiszkebornak két nagyobb típusa van: az asztali és a csemege.

### Asztali ribiszkebor
A típusnak 8 ezrelék a savtartalma, ennek eléréséhez egy liter levet 2,9 literre kell hígítani. A kisajtolt levet nem tiszta vízzel, hanem olyannal kell felönteni, amelyben egy napig ázott a törköly. Az erjesztett lé ettől ízesebb, zamatosabb és színanyagaiban gazdagabb lesz. A lé cukortartalma a hozzáadott víz miatt felhígul, ezért 2,9 literenként 580 gramm cukrot kell hozzáadni. A cukrot részletekben kell a folyadékba önteni. A levet a levegő kizárásával kell erjeszteni, nehogy megecetesedjen a bor.

### Csemege ribiszkebor
Ennek a típusnak a készítésekor 750 gramm cukrot kell adni egy liternyi ribiszkeléhez, hogy magasabb alkoholfokot és édeskés ízvilágot eredményezzen